# Atrophaneura sycorax
Atrophaneura sycorax is een vlinder uit de familie van de pages (Papilionidae). De wetenschappelijke naam van de soort is voor het eerst geldig gepubliceerd in 1885 door Henley Grose-Smith.